# Maatsuyker Island
Maatsuyker Island ist die Hauptinsel der Maatsuyker-Inseln. Sie ist die zweitgrößte der Inselgruppe und hat eine Fläche von 186 Hektar. Nahe an der Südküste Tasmaniens gelegen ist sie auch Teil des Southwest-Nationalparks.

## Klima
Wegen der nicht unerheblichen Distanz zum Äquator ist das Klima auf der Insel die meiste Zeit des Jahres ziemlich kühl und kälter als in Australien. Die Temperatur, die die meiste Zeit des Jahres auf der Insel vorherrscht, beträgt 10 °C. Wind ist auf der Insel so gut wie immer vorzufinden. 

## Flora und Fauna
Die Vegetation auf der Insel besteht zu einem Großteil aus Südseemyrte, die die meisten Flächen auf der Insel bedeckt. Sie kann bis zu einer Höhe von 6 Metern wachsen.
Auf der Insel wurden vor allem schon einige Meeres- und Watvögel gefunden, wie z. B. Zwergpinguine, den Kurzschwanz-Sturmtaucher, den Dunklen Sturmtaucher, Feensturmvögel, Tauchsturmvögel, Dickschnabelmöwen  oder der Ruß-Austernfischer, außerdem die Maus Antechinus minimus. Verschiedene Robbenarten brüten auf der Insel.